# 奇美部落起源傳說
奇美部落起源傳說，是台灣阿美族奇美部落（阿美語：Kiwit，位於今花蓮縣瑞穗鄉）的起源神話，內容主要為祖先遷移至部落現址的過程。

## 神話

### 洪水
太古時期，有對神人夫妻瑟拉（Sera，男，或稱史拉）、娜高（Nakaw，女）從天上降臨到道拉樣（Tawrayan，位於今玉里鎮三民里一帶）地區生活，並且生下了達邦．馬瑟拉（Tapang Masera，兄）和納高（Nakaw，妹）兩人，然而某天發生了洪水，父母來不及告知在田裡工作的孩子就逃回天上，沒有相同能力的兄妹因此受困於洪水中，並藉由飄來的豬槽倖存，漂流到基拉亞散（Cilangasan，位於今花蓮縣豐濱鄉的八里灣山），在山頂建蓋了房子，並以飄來的臼中殘留的小米作為作物和糧食。
另有說法認為奇美部落的諸氏族一開始生活在台東縣沿岸，但因為大地震造成海水倒灌，只有一對叫做瑟拉和娜高的兄妹倖存並藉著船漂流到基拉亞散山上；或是他們的糧食是來自於挖耳朵時掉出來的穀物。

### 遷徙
由於基拉亞散山上有很多大蛇，因此兄妹和後代很快又移居到山下的迦納納部落（Kalala，位於今瑞穗鄉舞鶴村，又稱掃叭），但因為當地缺乏耕地，又輾轉遷到了今奇美部落的位置。
另外也有說法認為，兄妹的三位孩子要一直到大水退去後，為了尋找耕地才各自下山，並且為了讓子孫辨識淵源而各自做了一個標誌：老大匝拉喔（Calao）做了一個船錨、老二嘎勾瑪蘭（Kagomalan，太巴塱部落祖先）製造梯子、老三勾摸（Komod，薄薄社，位於花蓮市近郊）編織筏舟，其中匝拉喔的後代為Kiwi氏族，他們下山之後南移，先住在Lahtar（奇美部落東方高台地），後來又向西沿秀姑巒溪遷移到迦納納居住，到了匝拉喔晚年的時候，又因為土地貧瘠而遷回Lahtar，但不久又因受到卑南族的攻擊而遷到大港口（Cepo，位於今秀姑巒溪出海口北岸，大港口部落原址），直到卑南族的威脅消失後才遷到奇美盆地西南方的Nalomaan建立部落，過程中還和同樣受到卑南族威脅的Sadipogan氏族合併；而他們離開掃叭時所留下來的房子就變成了石頭（掃叭石柱）。
Sadipogan氏族來自南方的Sainayasay（綠島），原先在大港口居住，後來沿海岸南移到猴仔山（位於今台東市富豐里），後來又因為被南王部落壓迫而遷至迦納納，但仍然沒有擺脫威脅，最後才遷居到Lahtar跟Kiwi氏族同住，其名字則是來自在大港口居住時住在工寮（Dipog）裡而被這麼稱呼；另外還有一個跟Sadipogan氏族同源的Monari'氏族，從大港口遷到Narian（位於今花蓮縣豐濱鄉南安里）並且因此被這麼稱呼，後來又因故遷回大港口並加入了奇美部落。

### 其他說法
另有說法認為瑟拉和娜高兩兄妹生了四個孩子，分別是達邦馬斯拉（迦納納部落始祖），杜賣馬斯拉（花蓮縣壽豐鄉水璉部落始祖），查勞巴拿（奇美部落始祖），卡祿古握兒（太巴塱部落始祖）；而也有人認為現今住在迦納納部落的阿美族是Sadipogan氏族的殘留，或是從奇美部落中遷出來的Fasay氏族。